# Josef Hadar (Ökonom)
Josef Hadar (hebräisch יוסף הדר; geboren als Josef Hirschbruch 6. März 1923 in Potsdam) ist ein US-amerikanisch-israelischer Wirtschaftswissenschaftler.

## Leben
Josef Hirschbruch war ein Sohn des Kaufmanns Ludwig Hirschbruch (1892–1952) und der Elsa Graetz (1894–1955), er hatte eine Schwester. Nach der Machtübergabe an die Nationalsozialisten emigrierte seine Familie 1933 nach Palästina. 
Josef Hadar, wie er sich nun nannte, wurde 1942 Soldat im Royal Army Service Corps und wurde 1946 demobilisiert. Nach der Gründung des Staates Israel wurde er Hauptmann der IDF. 1952/53 hielt er sich in den USA auf und studierte an der University of Tennessee. 1955 emigrierte er in die USA und machte 1957 einen B.A. an der Washington State University at Pullman. Er wurde Instructor für Ökonomie an der University of Minnesota und 1962 dort mit der Dissertation Stock-Flow Analysis Applied to Consumer Behavior promoviert. Hadar lehrte als Assistant Professor an der Michigan State University und ab 1965 an der Case Western Reserve University. 1972 wurde er Ökonomieprofessor an der Southern Methodist University in University Park (Texas), Dallas County.

## Schriften (Auswahl)
- Elementary theory of economic behavior. Reading, Mass.: Addison-Wesley, 1966
- Mathematical theory of economic behavior. Reading (Mass.): Addison-Wesley, 1971

## Literatur

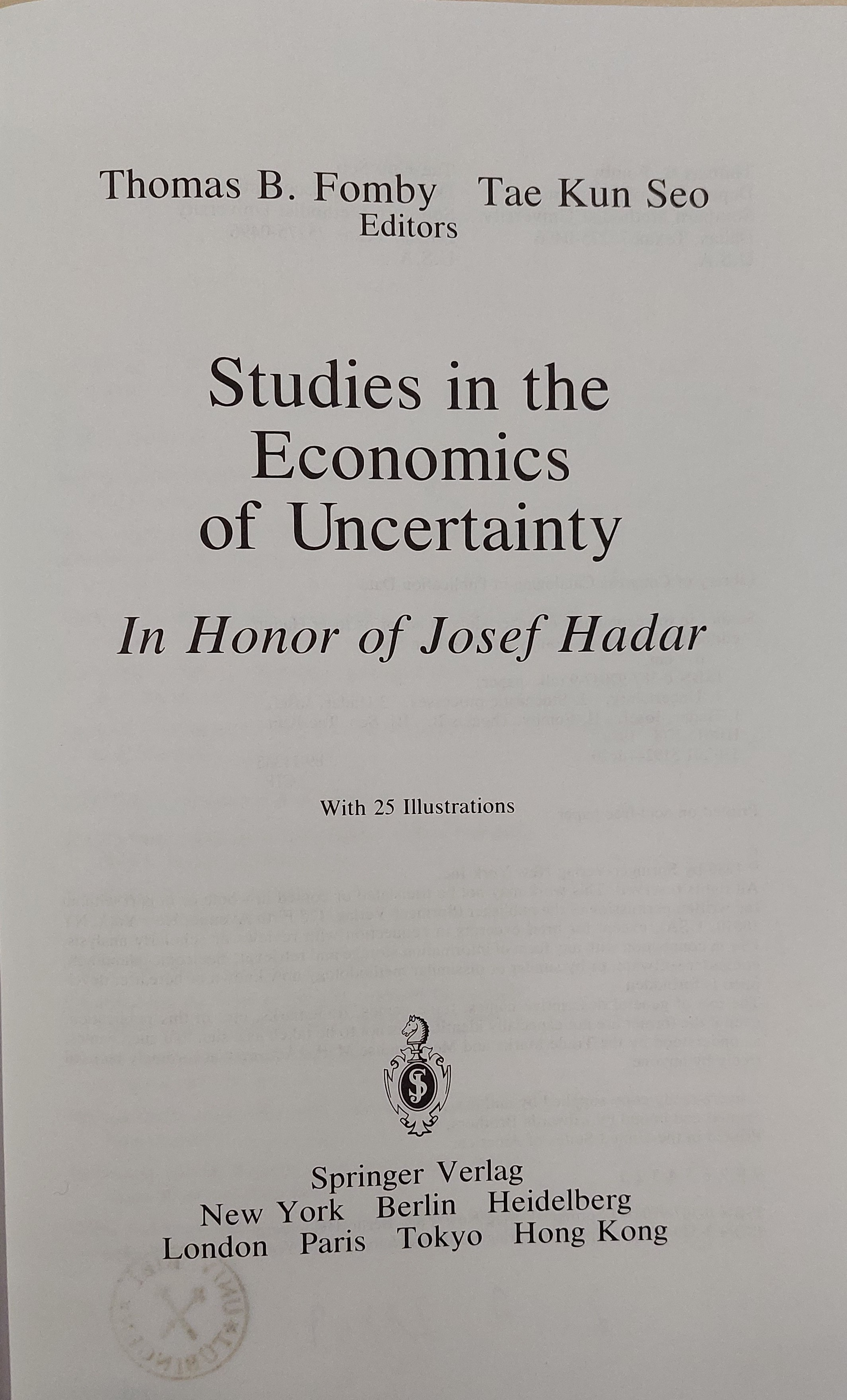
Studies in the economics of uncertainty (1989)